# Dolichopus brevifacies
Dolichopus brevifacies är en tvåvingeart som beskrevs av Stackelberg 1925. Dolichopus brevifacies ingår i släktet Dolichopus och familjen styltflugor. Inga underarter finns listade i Catalogue of Life.